# Менахем Белло
Менахем Белло (івр. מנחם בלו; нар. 26 грудня 1947, Тель-Авів, Британський мандат у Палестині) — ізраїльський футболіст, захисник.

## Клубна кар'єра
Народився в Тель-Авіві. У 12-річному віці приєднався до тель-авівського «Маккабі». У лютому 1964 року, у віці 16 років та двох місяців, дебютував у футболці першої команди в кубковому поєдинку проти «Хапоеля» (Кір'ят-Оно). Белло продовжив демонструвати високий рівень футболу та стабільну гру й наступного сезону. У 1965 році він виграв свій перший Кубок Ізраїлю
Футбольним вболівальникам Белло запам'ятався як захисник, який міг зупинити суперника, проте робив це чітко й, найголовніше, без порушення правил. Протягом своєї 17-річної кар'єри дуже рідко отримував червоні картки. Через два роки після завоювання свого першого клубного трофея, був частиною команди, яка виграла перший Кубок азійських чемпіонів (який пізніше буде перейменовано в Лігу чемпіонів АФК). У 1968 році вперше став переможцем ізраїльського чемпіонату. Манехем є найтитулованішим гравцем «Маккабі»: він по п'ять разів вигравав національний чемпіонат та кубок, а також двічі ставав володарем Кубка азійських чемпіонів. Белло був гравцем «Маккабі» в період найбільшого успіху клубу, в 1960-их та 1970-их роках.
У сезоні 1969/70 років Белло зіграв у всіх матчах кубку азійських чемпіонів, а також допоміг перемогти «Маккабі» в тель-авівському дербі з рахунком 5:0 земляків з «Хапоеля». Захищав кольори «Маккабі» до 1982 року, допоки не вирішив завершити кар'єру футболіста.
Белло у складі «Маккабі» в ізраїльському чемпіонаті зіграв 498 матчів (загалом у всіх турнірах — 602), в яких відзначився 1 голом, у сезоні 1977/78 років у воротах «Маккабі Рамат-Амідар». Проте, незважаючи на невисоку результативність Менахем відрізнявся тим, що на відміну від інших захисників, активно підключався до атакувальних дій своєї команди.

## Кар'єра в збірній
Вже наступного року після початку професіональної кар'єри, у 1965 році, 17-річний Белло дебютував у футболці національної збірної Ізраїлю в поєдинку кваліфікації Чемпіонат світу 1966 року проти збірної Болгарії. Таким чином, він став одним з наймолодших футболістів, які одягали форму збірної Ізраїлю. Був викликаний для участі в літніх Олімпійських іграх 1968 року, де він зіграв у стартовому складі в чотирьох матчах на цьому турнірі. Через два роки він здійснив вояж до Мексики на Чемпіонат світу 1970 року, на якому зіграв лише одну гру, проти Італії та отримав жовту картку. Партнерами по збірній Менахема в тому поєдинку були його одноклубники Жора Шпігель та Цві Розен.

## Досягнення
«Маккабі» (Тель-Авів)

### Національний чемпіонат
- Прем'єр-ліга (Ізраїль)
  -  Чемпіон (5): 1968, 1970, 1972, 1977, 1979

- Кубок Ізраїлю
  -  Володар (5): 1964, 1965, 1967, 1970, 1977

- Суперкубок Ізраїлю
  -  Володар (2): 1977, 1979

### Міжнародні змагання
- Кубок Азійських чемпіонів
  -  Володар (2): 1967, 1969

Ізраїль
- Бронзовий призер Кубка Азії: 1968
- Срібний призер Азійських ігор: 1974